# Marine nationale (Gabon)
Pour les articles homonymes, voir Marine nationale.

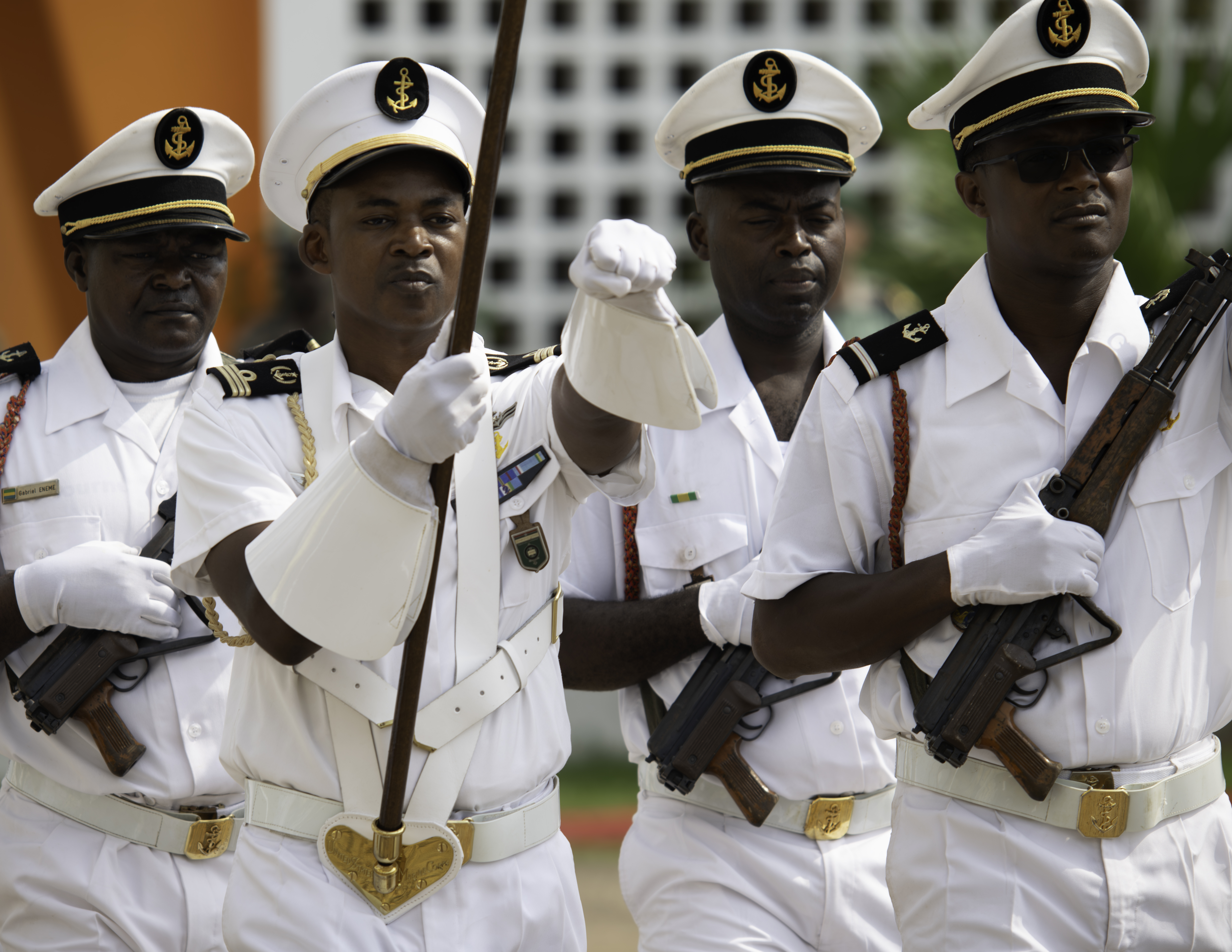
Des membres de la Marine nationale gabonaise défilant en 2024

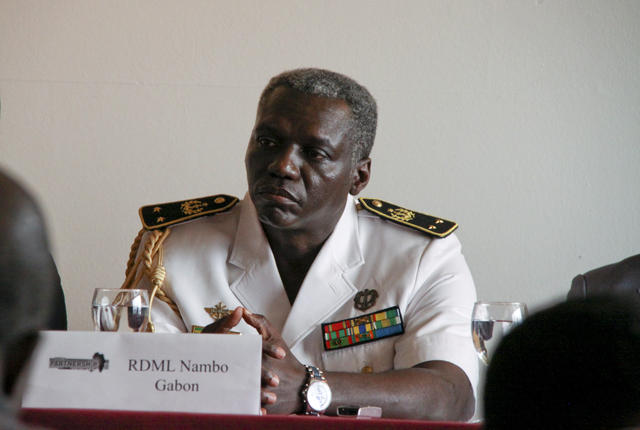
Vice-amiral Hervé Nambo, chef d'état-major de la marine nationale gabonaise.

Créée en décembre 1960, la marine nationale du Gabon est la composante navale des Forces armées gabonaises et assure principalement la surveillance des eaux côtières du pays (800 km de côtes). En 1983, l'entité navale devient indépendante (jusqu'alors placée sous l'égide des Forces Terrestres et Navales), avec son état-major basé à Libreville. Forte de deux bases navales (Port-Gentil et Mayumba), toutes les unités navigantes sont cependant rassemblées à Port-Gentil.

## Équipements

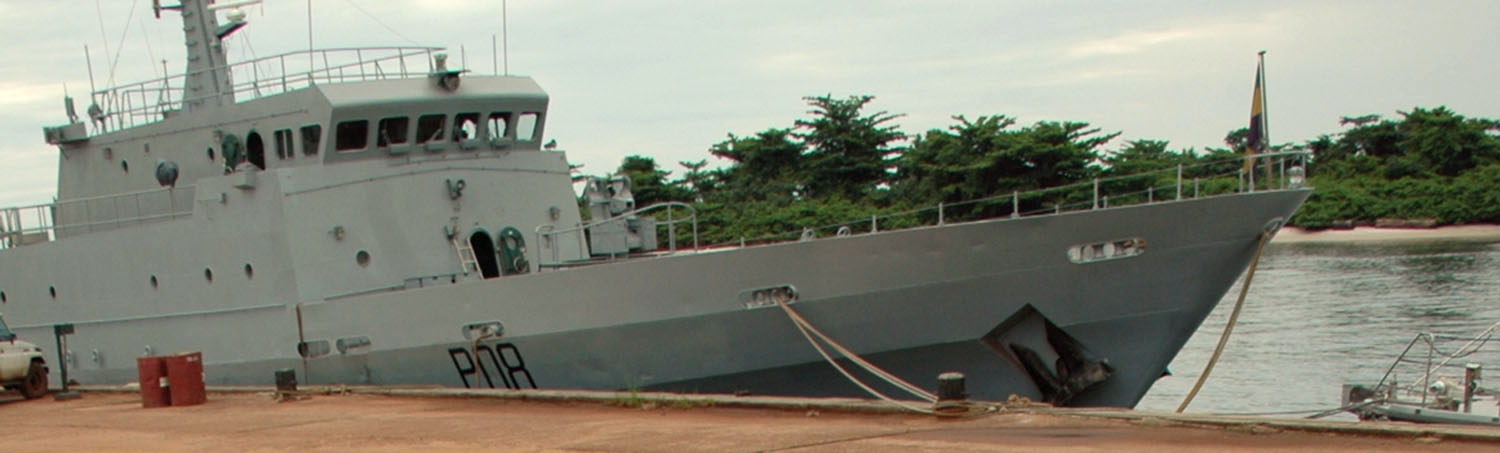
Le patrouilleur Colonel Djoué Dabany en 2009 à Port-Gentil.

- 2 patrouilleurs P400. Le Général Ba-Oumar - P07 (reçu en 1988) et le Colonel Djoué Dabany - P08 (reçu en 1990)[3]. Ces deux bâtiments sont désarmés.
- Un autre P400, le Capitaine de Vaisseau Bivigou Nziengu, ex-La Tapageuse, a été commandé en 2014 mais sa livraison a été annulée[4].
- Une vedette chinoise. Le Mbini, basé à Port Gentil.
- 3 vedettes garde-côtes. Le Ngolo (Italie - 1977), le Nguene (États-Unis - 1975) et le Léon Mba (1968 - désactivé).
- 4 vedettes côtières. Le Cocobeach, Port-Gentil, Omboué et Mayumba, unités reçues en août 2010[5] (déplacement : 43 tonnes; vitesse max. : 28 nœuds ; équipage : 8 ; armement : 1 x 7,62mm ; autonomie : 800 milles nautiques).

## Autres
Une compagnie de fusiliers marins (COFUSMA) existe depuis 1984.